# 속라틴어
속라틴어(Vulgar Latin)는 구어체 라틴어, 민중 라틴어, 일상 라틴어 또는 토착 라틴어라고도 불리며, 로마 공화국 후기부터 사용된 라틴어의 비형식적인 사용역을 일컫는 용어이다. '속라틴어'라는 용어는 논란의 여지가 있고 부정확하다. 구어 라틴어는 오랜 시간 동안 여러 지역에서 존재했다. 학자들은 그 차이의 정도와 속라틴어가 어떤 면에서 다른 언어였는지에 대해 의견이 달랐다. 이는 19세기에 레누아르에 의해 이론으로 발전되었다. 극단적으로 이 이론은 문어체가 일반 언어와 구별되는 엘리트 언어를 형성한다고 주장했지만, 현재는 거부되고 있다.
현재의 합의는 문어와 구어가 현대 언어에서와 마찬가지로 연속성을 형성하며, 구어가 문어보다 더 빨리 진화하고, 문어의 형식화된 언어가 다시 구어에 영향을 미친다는 것이다. 속라틴어는 학자마다 다르게 사용되며, 다양한 종류의 구어 라틴어, 또는 다른 사회 계층과 시기의 구어 라틴어를 지칭하는 데 적용된다. 그럼에도 불구하고, 구어 형태의 변화에 대한 관심은 라틴어 또는 후기 라틴어에서 로망스조어 및 로망스어군으로의 전환을 이해하는 데 매우 중요하다. 더 복잡하게도, 구어 형태에 대한 증거는 시기에 따라 고전 라틴어, 후기 라틴어 또는 초기 로망스어군의 문어 기록을 통해서만 발견될 수 있다.

## 속라틴어 논쟁의 역사
고전 고대 시대에 로마 작가들은 그들 자신의 언어의 비형식적이고 일상적인 변종을 "보통 말"을 의미하는 sermo plebeius 또는 sermo vulgaris라고 불렀다. 이는 단순히 수사학을 사용하지 않은 꾸밈없는 연설이나 심지어 평범한 말하기를 의미할 수도 있었다. '속라틴어'라는 용어의 현대적 용법은 르네상스 시대로 거슬러 올라가는데, 이때 이탈리아인 사상가들은 이탈리아어가 문어 고전 라틴어와는 구별되는 일종의 "변질된" 라틴어에서 유래했다고 이론화하기 시작했지만, 이 "속된" 방언의 본질에 대해서는 의견이 매우 달랐다.
19세기 초 프랑스 언어학자 프랑수아-쥐스트-마리 레누아르는 종종 현대 로망스어학의 아버지로 여겨진다. 로망스어군이 라틴어, 적어도 "적절한" 또는 고전 라틴어에는 없는 많은 공통점을 가지고 있음을 관찰하고, 그는 전자가 모두 1000년 이전에 라틴어를 대체한 어떤 공통 조상(그는 고대 오크어와 가장 밀접하게 닮았다고 믿었다)을 가졌을 것이라고 결론지었다. 그는 이를 la langue romane 또는 "로망스어"라고 불렀다.
로망스어 언어학에 대한 최초의 진정한 현대적 논문이자 비교 재구를 적용한 첫 번째 논문은 프리드리히 크리스티안 디츠의 기념비적인 "로망스 언어 문법"이었다. 빌헬름 마이어-뤼프케와 같은 연구자들은 속라틴어를 문어 형태와 다소 구별되는 독립된 언어로 특징지었다. 마이어-뤼프케에게 구어 속라틴어 형태는 진정하고 지속적인 형태였으며, 고전 라틴어는 그 위에 강요된 일종의 인위적인 이상화된 언어였다. 따라서 로망스어군은 남아 있는 증거로부터 재구성되어야 하는 "진정한" 속라틴어 형태에서 파생되었다. 이 접근 방식을 따르는 다른 학자들은 교육이나 계급에 따라 속라틴어와 고전 라틴어를 구분했다. "속라틴어"에 대한 다른 견해로는 교육받지 않은 언어, 속어, 또는 사실상 로망스조어로 정의하는 것이 포함된다.
그 결과, "속라틴어"라는 용어는 일부 현대 언어학자들에게 본질적으로 무의미하다고 여겨지지만, 안타깝게도 매우 끈질기게 사용된다.
"속라틴어"의 지속적인 사용은 사고에 도움이 되지 않을 뿐만 아니라, 오히려 라틴어와 로망스어를 명확하게 이해하는 데 긍정적인 장애물이다....

나는 이 용어가 사용되지 않기를 바랄 수 있다면 좋겠다. 많은 학자들이 "속라틴어"가 쓸모없고 위험하게 오해를 불러일으키는 용어라고 말해왔다… 이를 완전히 포기하는 것은 학문 연구에만 도움이 될 것이다.
로이드(Lloyd)는 "속라틴어" 대신 특정 시간과 장소의 구어 라틴어와 같이 더 정확한 정의를 사용할 것을 요구했다.

20세기의 연구는 어쨌든 문어 라틴어와 구어 라틴어 간의 차이를 더 온건한 관점에서 고려하도록 시각을 전환시켰다. 현대 언어에서와 마찬가지로, 말하기 패턴은 문어 형태와 다르고 교육 수준에 따라 달라지며, 이는 라틴어에도 마찬가지로 적용될 수 있다. 예를 들어, 언어학자 조제프 헤르만(József Herman)은 이 용어가 문제가 있음에 동의하며, 따라서 그의 작업에서는 교육받은 형태의 라틴어의 영향을 비교적 적게 받은 구어 또는 문어 라틴어에서 나타나는 혁신과 변화만을 의미하도록 제한한다. 헤르만은 다음과 같이 말한다. 
라틴어가 살아있는 언어였던 시기의 텍스트들을 보면, 문어와 구어 사이, 또는 사회 엘리트의 언어와 같은 사회의 중하층 또는 소외된 집단의 언어 사이에 넘을 수 없는 간극이 결코 없었다는 것은 완전히 명확하다.
헤르만은 또한 이러한 관점에서 속라틴어가 다양하고 불안정한 현상이며, 모든 일반화가 변화와 차이를 숨길 수밖에 없는 수세기 동안의 사용에 걸쳐 있다고 명확히 한다.

## 분열
자주 제기되는 질문은 라틴어가 왜(또는 언제, 어떻게) 여러 다른 언어로 "분열"되었는가이다. 현재 가설들은 로마 제국을 특징지었던 중앙집권적이고 동질화된 사회경제적, 문화적, 정치적 힘과 그 이후에 우세했던 원심력적인 힘을 대조한다.
기원후 1세기 말까지 로마인들은 지중해 분지 전체를 장악하고 정복된 속주에 수백 개의 식민지를 건설했다. 시간이 지나면서 이것은 정치적 통일성, 잦은 여행과 상업, 군 복무 등 언어 동화 및 문화 동화를 장려하는 다른 요인들과 함께 서부 지중해 전역에서 라틴어가 지배적인 언어가 되도록 이끌었다. 라틴어 자체도 동일한 동화 경향에 영향을 받아, 제국이 멸망할 무렵에는 이전보다 더 균일해졌을 것이다. 이는 언어가 그 모든 세월 동안 정체되어 있었다는 것을 의미하는 것이 아니라, 진행 중인 변화가 모든 지역으로 확산되는 경향이 있었다는 것을 의미한다.
7세기에 초기 아랍 칼리파국의 등장은 지중해에 대한 로마의 지배력에 결정적인 종말을 고했다. 대략 그 세기 이후로 라틴어 문서에서 지역적 차이가 확산되어, 라틴어가 초기 로망스어군으로 분열되는 모습을 드러낸다. 그전까지 라틴어는 기록된 자료로 판단하건대 놀랍도록 동질적이었던 것으로 보인다, 비록 세심한 통계 분석에 따르면 모음 /ĭ/의 처리와 (원래) 모음 간 /b/와 /w/의 합병 빈도에서 기원후 5세기경까지 지역적 차이가 존재했음이 드러난다.

## 음운론적 발달

### 자음

#### 비음의 소실
- 여러 음절 단어에서 어말 /m/이 소실되었다.[28] 한 음절 단어에서는 /n/으로 존속하는 경향이 있었다.[29]
- /n/은 대개 마찰음 앞에서 소실되어, 앞선 모음의 보상적 장음화를 초래했다 (예: sponsa '약혼녀' > spōsa).[30]

#### 구개음화
전설 모음은 모음충돌(자음 뒤와 다른 모음 앞)에서 [j]가 되었고, 이는 선행 자음을 구개음화시켰다.

#### 마찰음화
/w/ (단, /k/ 뒤 제외) 및 모음 간 /b/는 양순 마찰음 /β/로 합병된다.

#### 자음군 단순화
- 자음군 /nkt/는 [ŋt]로 축소되었다.[33]
- /kw/는 후설 모음 앞에서 탈순음화되어 /k/가 되었다.[34]
- 자음 앞이나 뒤, 또는 단어 끝의 /ks/는 /s/로 축소되었다.[35]

### 모음

#### 단모음화
- /ae̯/와 /oe̯/는 기원후 2세기경까지 각각 [ɛː]와 [eː]로 단모음화되었다.[36]

#### 모음량 소실
음소적 모음 길이 체계는 기원후 5세기경 붕괴되었고(관련 내용은 Long I의 역사 참조), 모음의 음질 차이가 구별 요소로 남았다. 따라서 체계는 /ī ĭ ē ĕ ā ă ŏ ō ŭ ū/에서 /i ɪ e ɛ a ɔ o ʊ u/로 바뀌었으며, 원래의 /a/와 /aː/ 사이에는 구별이 없어졌다. 동시에 개음절의 강세 모음은 길어졌다.

#### 근접 전설 비원순 모음 소실
로마 제국 말기에 /ɪ/는 대부분의 지역에서 /e/와 합병되었지만, 아프리카나 이탈리아의 일부 외곽 지역에서는 그렇지 않았다.

## 문법

### 로망스어의 관사
라틴어에는 없지만 모든 로망스어군에는 존재하는 정관사가 언제 생겨났는지 정확히 파악하기는 어렵다. 이는 정관사가 생겨난 매우 구어적인 언어가 딸림 언어들이 크게 분화될 때까지 거의 기록되지 않았기 때문이다. 남아있는 초기 로망스어 텍스트 대부분은 관사가 완전히 발달된 형태를 보여준다.
정관사는 지시 대명사 또는 형용사에서 발전했다 (유사한 발전은 고대 그리스어, 켈트어파, 게르만어파를 포함한 많은 인도유럽어족에서 발견된다). 라틴어 지시 형용사 ille, illa, illud "저것"이 로망스어군에서 어떻게 되었는지 비교해 보라. 프랑스어 le 및 la (고대 프랑스어 li, lo, la), 카탈루냐어 및 스페인어 el, la 및 lo, 오크어 lo 및 la, 포르투갈어 및 갈리시아어 o 및 a (-l-의 탈락은 갈리시아-포르투갈어의 흔한 특징이다) 및 이탈리아어 il, lo 및 la가 되었다. 사르데냐어는 여기에서도 자체적인 길을 가서, 강세 형용사인 ipse, ipsa (su, sa)에서 관사를 형성했다. 일부 카탈루냐어 및 오크어 방언은 동일한 출처에서 유래한 관사를 가지고 있다. 대부분의 로망스어군이 명사 앞에 관사를 놓는 반면, 루마니아어는 관사를 명사 뒤에 놓는 자체적인 방식을 가지고 있다. 예를 들어 lupul ("늑대" – *lupum illum에서 유래) 및 omul ("남자" – *homo illum), 이는 아마도 발칸 슈프라흐분트 내에 있었던 결과일 수 있다.
ille이라는 용어는 초기의 지시적 기능에서 발전하여, 화자가 강조하려는 특정 지시 대상을 향해 청중의 주의를 유도함으로써 의미적 중요성을 전달하는 쪽으로 확장되었을 수 있다. 이 용어의 이러한 사용은 기독교 순례자이자 저자인 에게리아의 여행기를 기록한 에게리아 순례기에서 발견된다. 저자는 이 지시어를 텍스트의 의미에 중요한 단어를 표시하는 데 사용한다. 예를 들어, 교회 근처 동굴의 위치를 언급할 때 에게리아는 "ipsa ecclesia" ("그 교회")를 언급한다고 명확히 한다. ille의 사용은 일반적으로 이전에 텍스트에서 식별된 명사와 함께 나타난다. 에게리아는 올리브산 근처 교회를 묘사할 때, 처음에는 단순히 "ecclesia"로 묘사하지만, 나중에는 "ipsa ecclesia"로 언급한다. 지시어가 담론의 주요 부분을 나타내는 데 사용된 것이 결국 이 용어가 정관사로 변모하게 된 선행 요인이 되었을 수 있다. 화자들이 문장을 이 용어로 시작하면서, 이를 관사와 유사하게 사용하기 시작했고, 따라서 이 단어의 관사적 특징은 결국 표준 문법에 통합되고 정규화되었다.
후기 라틴어 문헌에서 ille는 작가들이 관계절에서 이전에 텍스트에서 언급되지 않은 주어의 정체를 확립하기 위해 자주 사용되었다. 7세기 프레데가르 연대기는 관계절에서 주어인 "homines illos" ("그 남자들")에 대해 논의하고 있음을 명확히 한다. 이 시기에 이 용어는 원래의 지시어 사용의 확장으로서 대용사적 기능도 발전시켰다. 후기 라틴어 작가들은 참조 대상에 대한 더 기본적인 언급을 ille로 대체하고 더 설명적인 정보를 추가했다. 예를 들어, 프레데가르 연대기는 "regina" ("여왕")를 "illam parentem Francorum" ("프랑크인의 그 친척"이라는 뜻)으로 언급한다. ille의 이러한 사용, 즉 특정 참조 대상을 식별하는 데 기능했던 사용으로부터, 이 용어는 정관사와 관련된 더 많은 특징을 채택하도록 일반화되었을 수 있다. 그러한 발전의 한 예는 6세기 갈로로마인 역사가 투르의 그레고리우스의 저술에서 나타난다. 그는 "Ductus itaque sanctus Eugenius ad regem, cum illo Arrianorum episcopo pro fide catholica decertavit"라고 썼는데, 이는 "성 카르타고의 에우제니우스는 왕에게 이끌려 아리우스파 주교와 함께 가톨릭 신앙을 옹호하기 위해 논쟁했다"는 의미이다. 이 구절에서 대명사의 탈격 형태인 illo는 아리우스파 주교를 지칭하는 데 사용되지만, 원래의 고전 라틴어 ille보다는 영어 관사 "the"처럼 더 기능하는 것처럼 보인다. 이 문장은 "성 에우제니우스는 왕에게 이끌려 아리우스파 주교와 함께 가톨릭 신앙을 옹호하기 위해 논쟁했다"라고 번역해도 똑같이 잘 이해될 수 있다. 지시어의 약화를 나타내는 또 다른 지표는 이 시기에 법률 및 유사 텍스트에 praedictus, supradictus 등 (모두 본질적으로 "앞서 언급한"을 의미함)이 넘쳐나기 시작했다는 사실에서 추론할 수 있는데, 이는 "이것" 또는 "저것" 이상의 의미를 거의 가지지 않는 것처럼 보인다. 투르의 그레고리우스는 Erat autem... beatissimus Anianus in supradicta civitate episcopus ("축복받은 아니아누스는 그 도시의 주교였다")라고 썼다. 원래 라틴어 지시 형용사는 더 이상 충분히 강하거나 구체적이지 않다고 느껴졌다.
원래 특정 지시대상을 강조하는 데 사용되었던 라틴어 대명사 ipse도 정관사와 유사한 기능을 개발했다. 그러나 그것은 원래의 강조적 속성 중 일부를 유지했다. 즉, 주요 지시대상을 강조하기 위해 대용사적으로도 사용되었다. 9세기-10세기 우르젤 교구의 한 텍스트에서는 문단 전체가 지칭하는 교회를 식별하기 위해 ipsa ecclesia 구문을 사용하고, 텍스트에서 이전에 언급되지 않은 독특한 강을 "illo ribo" ("그 강")로 식별한다. 강조적 사용과 함께 원래의 고전 라틴어 ipse는 텍스트가 관련된 주어와 목적어에 대한 모호성을 도입할 위험이 있을 경우 지시대상을 명확히 하는 데도 사용되었다. 그러나 후기 라틴어 문헌에서 ipse는 그 존재가 필요하지 않은 시나리오에서 나타난다. 프레데가르 연대기에서 한 인물은 "Waiofarium" ("바이오파르")으로 소개된 후 다음 문장에서 "ipsum Waiofarium" ("바로 그 바이오파르")으로 묘사된다. 다른 문서들은 ipse와 ille가 결국 실질적으로 동일한 의미를 가졌을 수 있음을 시사한다. 11세기-12세기 텍스트인 카르툴라리오 데 산트 쿠가트 델 바예스는 두 용어를 모두 정관사처럼 사용하여 "ipsum mansum"과 "illum mansum"을 언급하는데, 둘 다 "권위"를 의미한다.
덜 격식적인 언어에서는 재구성된 형태들이 상속된 라틴어 지시사를 ecce(원래 감탄사로 "보라!")와 결합하여 더 강조를 주었고, 이는 eccum(eccem eum의 축약형)을 통해 이탈리아어 ecco를 낳았다. 이것이 고대 프랑스어 cil (*ecce ille), cist (*ecce iste) 그리고 ici (*ecce hic); 이탈리아어 questo (*eccum istum), quello (*eccum illum) 그리고 (현재 주로 토스카나 방언에서 사용되는) codesto (*eccum tibi istum), 그리고 qui (*eccu hic), qua (*eccum hac); 스페인어 및 오크어 aquel과 포르투갈어 aquele (*eccum ille); 스페인어 acá와 포르투갈어 cá (*eccum hac); 스페인어 aquí와 포르투갈어 aqui (*eccum hic); 포르투갈어 acolá (*eccum illac)와 aquém (*eccum inde); 루마니아어 acest (*ecce iste)와 acela (*ecce ille) 등 다른 많은 형태의 기원이 되었다.
반면에, 서기 842년에 고대 프랑스어로 구술된 스트라스부르 서약에서도, 후기 모든 언어에서 분명히 요구되었을 위치에 지시어가 나타나지 않는다 (pro christian poblo – "기독교 백성을 위하여"). 지시어를 관사로 사용하는 것은 9세기 왕실 서약에는 너무 비격식적이라고 여겨졌을 수 있다. 로망스어 방언들 모두에서 실제 사용에 상당한 차이가 존재한다. 루마니아어에서는 다른 발칸 슈프라흐분트 언어 및 북게르만어군처럼 관사가 명사(또는 명사 앞의 형용사)에 접미사로 붙는다.
숫자 unus, una (하나)는 모든 경우에 부정관사를 제공한다 (이는 유럽 전역에서 흔한 의미론적 발전이다). 이는 고전 라틴어에서도 예상된다. 키케로는 cum uno gladiatore nequissimo ("가장 부도덕한 검투사와 함께")라고 썼다. 이는 unus가 기원전 1세기경부터 "어떤" 또는 "일부"라는 의미에서 quidam을 대체하기 시작했음을 시사한다.

### 중성 성 소실
|      | 단수  | 단수  | 단수  | 복수    | 복수    | 복수    |
| 남성 | 중성  | 여성  | 남성  | 중성    | 여성    |         |
| ---- | ----- | ----- | ----- | ------- | ------- | ------- |
| 주격 | altus | altum | alta  | altī    | alta    | altae   |
| 대격 | altum | altum | altam | altōs   | alta    | altās   |
| 여격 | altō  | altō  | altae | altīs   | altīs   | altīs   |
| 탈격 | altō  | altō  | altā  | altīs   | altīs   | altīs   |
| 속격 | altī  | altī  | altae | altōrum | altōrum | altārum |

고전 라틴어의 세 가지 문법적 성은 대부분의 로망스어군에서 두 가지 성 체계로 대체되었다.
고전 라틴어의 중성 성은 대부분의 경우 통사론적으로나 형태론적으로 남성 성과 동일했다. 이러한 혼동은 폼페이 낙서에서 이미 시작되었는데, 예를 들어 cadaver mortuus가 cadaver mortuum("죽은 시체") 대신, hoc locum이 hunc locum("이 장소") 대신 사용되었다. 형태론적 혼동은 주로 o-변화 명사에서 주격 어미 -us (-r 뒤에서는 -Ø)를 채택하는 데서 나타난다.
페트로니우스의 작품에서는 balneus가 balneum("목욕") 대신, fatus가 fatum("운명") 대신, caelus가 caelum("하늘") 대신, amphitheater가 amphitheatrum("원형극장") 대신, vinus가 vinum("와인") 대신, 그리고 반대로 thesaurum이 thesaurus("보물") 대신 사용되는 것을 발견할 수 있다. 이 형태들 대부분은 한 사람의 말에서 나타나는데, 그 사람은 교육받지 않은 그리스인(즉, 외국인) 해방 노예인 트리말키오(Trimalchion)이다.
현대 로망스어에서는 주격 s-어미가 거의 사라졌고, o-변화 명사들은 모두 -um에서 파생된 어미를 갖는다. -u, -o, 또는 -Ø. 예를 들어, 남성 명사 murus("벽")와 중성 명사 caelum("하늘")은 이탈리아어 muro, cielo; 포르투갈어 muro, céu; 스페인어 muro, cielo, 카탈루냐어 mur, cel; 루마니아어 mur, cieru>cer; 프랑스어 mur, ciel로 진화했다. 그러나 고대 프랑스어는 여전히 두 단어 모두에서 주격에 -s를, 대격에 -Ø를 가졌다: murs, ciels [주격] – mur, ciel [사격].
3변화 중성 명사 중 일부는 사격 어간이 생산적이었고, 다른 것들은 주격/대격 형태(고전 라틴어에서는 이 둘이 동일했다)가 생산적이었다. 증거에 따르면 중성 성은 제국 시대 훨씬 이전부터 압력을 받고 있었다. 프랑스어 (le) lait, 카탈루냐어 (la) llet, 오크어 (lo) lach, 스페인어 (la) leche, 포르투갈어 (o) leite, 이탈리아어 (il) latte, 레온어 (el) lleche 및 루마니아어 lapte(le) ("우유")는 모두 비표준이지만 증명된 라틴어 주격/대격 중성 lacte 또는 대격 남성 lactem에서 파생되었다. 스페인어에서는 이 단어가 여성형이 된 반면, 프랑스어, 포르투갈어, 이탈리아어에서는 남성형이 되었다 (루마니아어에서는 중성형으로 남았다, lapte/lăpturi). 그러나 다른 중성 형태는 로망스어군에서 보존되었다. 카탈루냐어와 프랑스어 nom, 레온어, 포르투갈어 및 이탈리아어 nome, 루마니아어 nume("이름")는 모두 사격 어간 형태인 *nomin- (그럼에도 불구하고 스페인어 nombre를 낳음) 대신 라틴어 주격/대격 nomen을 보존한다.
|      | 명사     | 명사     | 형용사 및 한정사 | 형용사 및 한정사 |
|      | 단수     | 복수     | 단수             | 복수             |
| ---- | -------- | -------- | ---------------- | ---------------- |
| 남성 | giardino | giardini | buono            | buoni            |
| 여성 | donna    | donne    | buona            | buone            |
| 중성 | uovo     | uova     | buono            | buone            |

대부분의 중성 명사는 -A 또는 -IA로 끝나는 복수형을 가졌는데, 이 중 일부는 여성 단수형으로 재해석되었다. 예를 들어 gaudium("기쁨")의 복수형 gaudia는 프랑스어 여성 단수 (la) joie, 카탈루냐어와 오크어 (la) joia의 근원이 된다 (이탈리아어 la gioia는 프랑스어에서 차용된 것이다). lignum("나뭇가지")의 복수형 ligna도 마찬가지로 카탈루냐어 여성 단수 명사 (la) llenya, 포르투갈어 (a) lenha, 스페인어 (la) leña, 이탈리아어 (la) legna의 기원이 되었다. 일부 로망스어는 여전히 고대 중성 복수형에서 파생된 특별한 형태를 가지고 있으며, 이는 문법적으로 여성형으로 취급된다. 예를 들어, BRACCHIUM : BRACCHIA "팔" → 이탈리아어 (il) braccio : (le) braccia, 루마니아어 braț(ul) : brațe(le). 또한 메로베우스 왕조 라틴어 ipsa animalia aliquas mortas fuerant를 비교해 보라.
이탈리아어 이형어 명사(예: l'uovo fresco ("신선한 달걀") / le uova fresche ("신선한 달걀들"))의 교체는 일반적으로 단수에서는 남성형으로, 복수에서는 여성형으로, 그리고 -a로 끝나는 불규칙 복수형으로 분석된다. 그러나 uovo가 단순히 규칙적인 중성 명사(ovum, 복수형 ova)이고, 이 명사와 일치하는 단어의 특징적인 어미는 단수에서 -o, 복수에서 -e라고 말하는 것도 그 역사적 발전과 일치한다. 루마니아어 일부 명사에서도 같은 성별 교체가 존재하지만, 이탈리아어보다 흔하므로 규칙적인 것으로 간주된다. 따라서, 이탈리아어와 루마니아어에서는 중성 성의 흔적이 여전히 남아 있다고 주장할 수 있다.
포르투갈어에서는 중성 복수형의 흔적을 집합 명사 형성이나 더 큰 크기 또는 견고함을 나타내는 단어에서 찾을 수 있다. 따라서 ovo(s) ("달걀")와 ova(s) ("어란", "달걀 묶음"), bordo(s) ("가장자리의 부분")와 borda(s) ("가장자리"), saco(s) ("가방")와 saca(s) ("자루"), manto(s) ("망토")와 manta(s) ("담요")를 사용할 수 있다. 다른 경우에는 fruto / fruta ("과일"), caldo / calda ("국물") 등과 같이 성별이 다소 임의적으로 바뀔 수 있는 단어가 생겨났다.
이러한 형태는 불규칙한 형태를 피할 수 있을 때 특히 흔했다. 라틴어에서 나무의 이름은 대개 여성형이었지만, 많은 수가 남성형 또는 중성 명사가 지배하는 2변화 패러다임으로 활용되었다. 남성형 어미를 가진 여성 명사 라틴어 pirus("배나무속")는 이탈리아어 (il) pero와 루마니아어 păr(ul)에서 남성형이 되었다. 프랑스어와 스페인어에서는 남성형 파생어인 (le) poirier, (el) peral로 대체되었고, 포르투갈어와 카탈루냐어에서는 여성형 파생어인 (a) pereira, (la) perera로 대체되었다.
늘 그렇듯이 불규칙성은 자주 사용되는 형태에서 가장 오래 지속되었다. 4변화 명사 manus("손")에서 파생된 또 다른 여성 명사로, -us 어미를 가지고 있던 이탈리아어와 스페인어는 (la) mano, 루마니아어 mânu>mână, 복수형 mâini / (지역 방언) mâni, 카탈루냐어 (la) mà, 포르투갈어 (a) mão를 파생시켰는데, 이들은 남성적인 외형과 함께 여성 성을 유지한다.
이탈리아어와 루마니아어의 이형어 명사를 제외하고, 다른 주요 로망스어군에는 중성 명사의 흔적이 없지만, 여전히 중성 대명사를 가지고 있다. 프랑스어 celui-ci / celle-ci / ceci ("이것"), 스페인어 éste / ésta / esto ("이것"), 이탈리아어: gli / le / ci ("그에게" / "그녀에게" / "그것에게"), 카탈루냐어: ho, açò, això, allò ("그것" / 이것 / 이것-저것 / 저기 저것); 포르투갈어: todo / toda / tudo ("그의 모든 것" / "그녀의 모든 것" / "그것의 모든 것").
스페인어에서는 정관사 el, la, lo를 사용하여 삼중 대비를 이룬다. 후자는 추상적인 범주를 나타내는 명사와 함께 사용된다. lo bueno, 말 그대로 "좋은 것", bueno에서 파생: 좋다.
1. ↑  In a few isolated masculine nouns, the s has been either preserved or reinstated in the modern languages, for example FILIUS ("son") > French fils, deus ("god") > Spanish dios and Portuguese deus, and particularly in proper names: Spanish Carlos, Marcos, in the conservative orthography of French Jacques, Charles, Jules, etc.[51]

### 사격격 소실
속라틴어의 모음 변화는 명사와 형용사의 곡용에서 여러 격 어미의 합병을 야기했다. 그 원인 중 일부는 최종 m의 소실, ă와 ā의 합병, ŭ와 ō의 합병을 포함한다 (표 참조). 따라서 5세기경에는 격 대조의 수가 급격히 줄어들었다.
|      | 고전 (기원전 1세기경) | 속라틴어 (기원후 5세기경) | 현대 루마니아어 |
| ---- | --------------------- | ------------------------- | --------------- |
| 주격 | caepa, cēpa           | *cépa                     | ceapă           |
| 대격 | caepam, cēpam         | *cépa                     | ceapă           |
| 탈격 | caepā, cēpā           | *cépa                     | ceapă           |
| 여격 | caepae, cēpae         | *cépe                     | cepe            |
| 속격 | caepae, cēpae         | *cépe                     | cepe            |

|      | 고전 (기원전 1세기경) | 속라틴어 (기원후 5세기경) | 고대 프랑스어 (기원후 11세기경) |
| ---- | --------------------- | ------------------------- | ------------------------------- |
| 주격 | mūrus                 | *múros                    | murs                            |
| 대격 | mūrum                 | *múru                     | mur                             |
| 탈격 | mūrō                  | *múro                     | mur                             |
| 여격 | mūrō                  | *múro                     | mur                             |
| 속격 | mūrī                  | *múri                     | mur                             |

또한 일반적으로 더 구별되는 복수형과 같이 동음이의어가 되지 않았음에도 불구하고 다른 형태들을 혼동하는 경향이 뚜렷하게 나타나는데, 이는 명사 곡용이 음성적 합병뿐만 아니라 구조적 요인에 의해서도 형성되었음을 시사한다. 이러한 음성 변화 이후 명사 격 체계의 지지 불능성으로 인해, 속라틴어는 뚜렷한 종합어에서 더 분석어적인 언어로 변화했다.
속격은 서기 3세기경에 소멸되었는데, 마이어-뤼프케에 따르면틀:Obsolete source, 이미 기원전 2세기부터 "de" + 명사 (원래는 "에 관하여", 약화되어 "의"를 의미)로 대체되기 시작했다. 속격 형태가 남아 있는 예외로는 일부 대명사, 특정 고정된 표현, 그리고 일부 고유 명사가 있다. 예를 들어, 프랑스어 jeudi ("목요일") < 고대 프랑스어 juesdi < 속라틴어 "jovis diēs"; 스페인어 es menester ("필요하다") < "est ministeri"; 그리고 이탈리아어 terremoto ("지진") < "terrae motu" 뿐만 아니라 Paoli, Pieri와 같은 이름도 있다.
여격은 속격보다 더 오래 지속되었지만, 이미 기원전 2세기 플라우투스의 작품에서 "ad" + 대격 구문으로 대체되는 일부 사례가 나타난다. 예를 들어, "ad carnuficem dabo".
대격은 탈격의 많은 경우를 대체하며 전치사 격으로 발전했다. 제국 말기에는 대격이 일반적인 사격으로 점점 더 많이 사용되었다.
격 합병이 증가했음에도 불구하고, 주격과 대격 형태는 비문에서 거의 혼동되지 않았기 때문에 훨씬 더 오랫동안 구별된 상태로 남아 있었던 것으로 보인다. 7세기 갈리아 텍스트에서는 두 형태가 거의 혼동되지 않았지만, 제국 말기 아프리카에서, 그리고 조금 뒤에 이탈리아와 이베리아 일부 지역에서 두 격이 합쳐지기 시작했다고 여겨진다. 오늘날 루마니아어는 두 격 체계를 유지하고 있으며, 고대 프랑스어와 고대 오크어는 주어-사격 두 격 체계를 가졌다.
이 고대 프랑스어 체계는 라틴어 격 어미에 "s"가 포함되어 있는지 여부에 크게 기반을 두었으며, "s"는 유지되었지만 어미의 모든 모음은 사라졌다(아래 veisin에서와 같이). 그러나 이로 인해 단수 주격과 복수 사격, 복수 주격과 단수 사격을 혼동하기 쉬워져 결국 이 격 체계도 붕괴되었고, 중세 프랑스어는 모든 목적에 대해 하나의 격(보통 사격)을 채택했다.
오늘날 루마니아어는 일반적으로 살아남은 격 체계를 가진 유일한 로망스어로 간주된다. 그러나 일부 로만슈어 방언은 남성 단수의 특별한 서술형을 복수형과 동일하게 유지한다: il bien vin ("좋은 와인") 대 il vin ei buns ("와인이 좋다"). 이 "서술격"(때로는 그렇게 불린다)은 라틴어 주격 -us의 잔재이다.
|      |      | 고전 라틴어 (1세기) | 고대 프랑스어 (11세기) |
| ---- | ---- | ------------------- | ---------------------- |
| 단수 | 주격 | "vīcīnus"           | (li) veisins           |
| 단수 | 대격 | "vīcīnum"           | (le) veisin            |
| 단수 | 속격 | "vīcīnī"            | (le) veisin            |
| 단수 | 여격 | "vīcīnō"            | (le) veisin            |
| 단수 | 탈격 | "vīcīnō"            | (le) veisin            |
| 복수 | 주격 | "vīcīnī"            | (li) veisin            |
| 복수 | 대격 | "vīcīnōs"           | (les) veisins          |
| 복수 | 속격 | "vīcīnōrum"         | (les) veisins          |
| 복수 | 여격 | "vīcīnīs"           | (les) veisins          |
| 복수 | 탈격 | "vīcīnīs"           | (les) veisins          |

### 전치사의 광범위한 사용
생산적인 명사 격 체계의 상실은 이전에 격이 수행하던 통사론적 목적이 이제 전치사 및 다른 우회적 표현에 의해 수행되어야 함을 의미했다. 이러한 입자들은 수가 증가했으며, 많은 새로운 입자들이 기존 입자들을 결합하여 형성되었다. 후손 로망스어군에는 스페인어 donde "어디" (라틴어 de + unde에서 유래하며, 루마니아어에서는 문자적으로 "어디에서부터"를 의미함), 프랑스어 dès "이후" (de + ex에서 유래), 스페인어 및 포르투갈어 desde는 de + ex + de와 같은 문법 입자들이 가득하다. 스페인어 después와 포르투갈어 depois "후에"는 de + ex + post를 나타낸다.
이 새로운 합성어 중 일부는 후기 제국의 문학 텍스트에 나타난다. 프랑스어 dehors, 스페인어 de fuera, 포르투갈어 de fora ("밖으로")는 모두 de + foris를 나타내고 (루마니아어 afară – ad + foris), 히에로니무스는 stulti, nonne qui fecit, quod de foris est, etiam id, quod de intus est fecit? (루카 복음 11장 40절: "어리석은 자들아, 밖의 것을 만드신 분이 안의 것도 만들지 아니하셨느냐?")라고 썼다. 어떤 경우에는 많은 수의 입자를 결합하여 합성어가 만들어졌는데, 예를 들어 루마니아어 adineauri ("방금 전에")는 ad + de + in + illa + hora에서 유래했다.
고전 라틴어:
Marcus patrī librum dat. "마르쿠스는 [그의] 아버지에게 [그/한] 책을 준다."
속라틴어:
- Marcos da libru a patre. "마르쿠스는 [그/한] 책을 [그의] 아버지에게 준다."

사라지고 있는 여격과 마찬가지로, 구어 라틴어는 사라지고 있는 속격을 때때로 전치사 de 다음에 탈격을, 나중에는 결국 대격(사격)을 사용하여 대체했다.
고전 라틴어:
Marcus mihi librum patris dat. "마르쿠스는 나에게 [그의] 아버지의 책을 준다."
속라틴어:
- Marcos mi da libru de patre. "마르쿠스는 나에게 [그의] 아버지의 책을 준다."

### 대명사
명사 및 형용사의 굴절과는 달리, 대명사는 격 구분 대부분을 유지했다. 그러나 많은 변화가 일어났다. 예를 들어, ego의 /ɡ/는 제국 말기에 소실되었고, 6세기부터 필사본에 eo가 나타난다.
|      | 1인칭 | 1인칭    | 2인칭      | 2인칭    | 3인칭      |
|      | 단수  | 복수     | 단수       | 복수     | 3인칭      |
| ---- | ----- | -------- | ---------- | -------- | ---------- |
| 주격 | *éo   | *nọs     | *tu        | *vọs     |            |
| 여격 | *mi   | *nọ́be(s) | *ti, *tẹ́be | *vọ́be(s) | *si, *sẹ́be |
| 대격 | *mẹ   | *nọs     | *tẹ        | *vọs     | *sẹ        |

### 부사
고전 라틴어에는 형용사에서 부사를 만드는 여러 가지 접미사가 있었다. 예를 들어, cārus("친애하는")는 cārē("친애하게")를 형성했고, ācer에서 ācriter("맹렬하게")를, crēber에서 crēbrō("자주")를 형성했다. 이러한 모든 파생 접미사는 속라틴어에서 사라졌다.
mente를 수식하는 여성 탈격 형태를 이용한 대안적 형태는 많은 로망스어군에서 부사를 형성하는 광범위한 규칙을 낳았다. 이는 형용사의 여성 형태에 -ment(e) 접미사를 붙이는 방식이었다. 그래서 vēlōx("빠른")는 vēlōciter("빠르게") 대신 veloci mente(원래 "빠른 정신으로", "빠른 마음으로")를 낳았고, -mente는 이탈리아어 chiaramente, 스페인어 claramente "명확하게"와 같은 로망스어 부사를 형성하는 생산적인 접미사가 되었다. 원래 자율적인 형태(명사 mente, '정신'을 의미)가 접미사로 발전하는 과정(다른 맥락에서는 여전히 자유로운 어휘 사용으로 남아 있음, 예: 이탈리아어 venire in mente '생각나다')은 문법화의 전형적인 사례이다.

### 동사

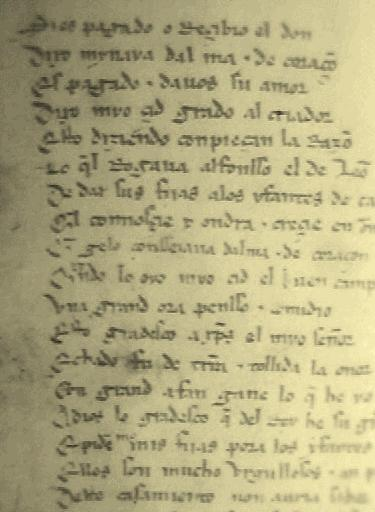
시드의 노래는 가장 초기의 스페인어 텍스트이다

일반적으로 로망스어군의 동사 체계는 명사 체계보다 고전 라틴어에서 덜 변형되었다.
네 가지 동사 활용군은 대체로 살아남았다. 2군과 3군 활용은 이미 라틴어에서 동일한 미완료 시제 형태를 가졌고, 공통적인 현재분사도 공유했다. 속라틴어 대부분에서 짧은 i와 긴 ē가 합쳐지면서 이 두 활용군은 더욱 가까워졌다. 가장 자주 사용되는 형태 중 일부는 구별할 수 없게 되었고, 다른 형태들은 강세 위치로만 구별되었다.
|                     | 원형  | 1인칭  | 2인칭 | 3인칭  | 1인칭  | 2인칭  | 3인칭   | 명령형 단수 |
| 단수                | 단수  | 단수   | 복수  | 복수   | 복수   |        |         | 명령형 단수 |
| ------------------- | ----- | ------ | ----- | ------ | ------ | ------ | ------- | ----------- |
| 2군 활용 (고전)     | -ēre  | -eō    | -ēs   | -et    | -ēmus  | -ētis  | -ent    | -ē          |
| 2군 활용 (속라틴어) | *-ẹ́re | *-(j)o | *-es  | *-e(t) | *-ẹ́mos | *-ẹ́tes | *-en(t) | *-e         |
| 3군 활용 (고전)     | -ere  | -ō     | -is   | -it    | -imus  | -itis  | -unt    | -e          |
| 3군 활용 (속라틴어) | *-ere | *-o    | *-es  | *-e(t) | *-emos | *-etes | *-on(t) | *-e         |

이 두 활용군은 많은 로망스어군에서 합쳐졌으며, 종종 원래 두 활용군 각각에서 어미를 취하면서 단일 부류로 통합되었다. 어떤 어미가 살아남았는지는 각 언어마다 달랐지만, 대부분은 3군 활용보다는 2군 활용 어미를 선호하는 경향이 있었다. 예를 들어, 스페인어는 주로 2군 활용 형태를 선호하여 3군 활용 형태를 대부분 제거했다.
프랑스어와 카탈루냐어도 같은 방식으로 변화했지만, 대신 3군 활용의 동사 원형을 일반화하는 경향이 있었다. 특히 카탈루냐어는 시간이 지남에 따라 2군 활용 어미를 거의 제거하여 작은 잔존 부류로 축소했다. 이탈리아어에서는 두 동사 원형 어미가 분리된 채로 남아 있었지만 (철자는 동일), 다른 대부분의 측면에서는 다른 언어와 마찬가지로 활용군이 합쳐졌다. 그러나 3군 활용의 3인칭 복수 현재형 어미는 2군 활용 버전보다 살아남아 4군 활용까지 확장되었다. 루마니아어도 2군과 3군 활용 어미의 구분을 유지했다.
완료 시제에서는 많은 언어가 1군 활용에서 가장 흔하게 발견되는 -aui 어미를 일반화했다. 이는 특이한 발전으로 이어졌다. 음성적으로 이 어미는 반모음 /awi/를 포함하는 대신 이중모음 /au/로 처리되었고, 다른 경우에는 /w/ 소리가 단순히 사라졌다. 우리는 이 소리가 /w/에서 /β̞/로의 음운 변화에 참여하지 않았기 때문에 이 사실을 알 수 있다. 따라서 라틴어 amaui, amauit ("나는 사랑했다; 그/그녀는 사랑했다")는 많은 지역에서 로망스조어 *amai와 *amaut이 되어, 예를 들어 포르투갈어 amei, amou를 낳았다. 이는 구어에서 이러한 활용 변화가 /w/의 소실보다 앞섰음을 시사한다.
또 다른 주요 체계적 변화는 미래시제에 있었다. 속라틴어에서 조동사를 사용하여 미래시제가 재구성되었다. 새로운 미래는 원래 보조 동사 habere, *amare habeo, 즉 문자 그대로 "사랑하다 나는 가지고 있다" (cf. 영어 "I have to love", 이는 미래의 의미를 내포한다)로 형성되었다. 이는 서부 로망스어군에서 새로운 미래형 접미사로 축약되었으며, 이는 "나는 사랑할 것이다"의 다음 현대 예시에서 볼 수 있다:
- 프랑스어: j'aimerai (je + aimer + ai) ← aimer ["사랑하다"] + ai ["나는 가지고 있다"].
- 포르투갈어 및 갈리시아어: amarei (amar + [h]ei) ← amar ["사랑하다"] + hei ["나는 가지고 있다"]
- 스페인어 및 카탈루냐어: amaré (amar + [h]e) ← amar ["사랑하다"] + he ["나는 가지고 있다"].
- 이탈리아어: amerò (amar + [h]o) ← amare ["사랑하다"] + ho ["나는 가지고 있다"].

이 새로운 미래의 첫 역사적 증명은 7세기 라틴어 텍스트인 프레데가르 연대기에서 찾을 수 있다.
혁신적인 조건법 (가정법과는 별개)도 같은 방식으로 발전했다 (동사원형 + habere의 활용형). 미래와 조건법 어미가 원래 독립적인 단어였다는 사실은 여전히 문학 포르투갈어에서 명백한데, 이 시제에서는 접어 목적 대명사가 동사의 어근과 어미 사이에 삽입될 수 있다: "나는 사랑할 것이다" (eu) amarei, 그러나 "나는 너를 사랑할 것이다" amar-te-ei, amar + te ["너"] + (eu) hei = amar + te + [h]ei = amar-te-ei.
스페인어, 이탈리아어, 루마니아어, 포르투갈어에서는 라틴어처럼 인칭 대명사를 여전히 동사구에서 생략할 수 있는데, 이는 어미가 여전히 충분히 구별되기 때문이다. venio > 스페인어 vengo ("나는 온다"). 그러나 프랑스어에서는 1인칭 및 2인칭 (그리고 때로는 3인칭) 복수를 제외하고는 모든 어미가 보통 동음이의어이므로 명령법을 제외하고는 대명사가 항상 사용된다 (je viens).
오랜 세월 동안 알려진 진화의 6000년을 살아남은 대부분의 능동 동사 체계의 연속성과는 달리, 수동태는 로망스어군에서 완전히 사라지고 우회적 동사 형태 (동사 "to be"와 수동 분사로 구성) 또는 비인칭 재귀적 형태 (동사와 수동화 대명사로 구성)로 대체되었다.
문법적 및 음성적 발전 외에도 라틴어의 복잡한 미묘함이 로망스어군의 단순화된 동사로 축소되면서 동사가 합쳐지는 많은 사례가 있었다. 이에 대한 대표적인 예는 "가다"라는 개념을 표현하는 동사들이다. 고전 라틴어에서 "가다"라는 개념을 표현하는 세 가지 특정 동사로 ire, vadere, 그리고 *ambitare를 고려해 보자. 스페인어와 포르투갈어에서는 ire와 vadere가 동사 ir로 합쳐졌는데, 이 동사는 일부 활용형은 ire에서, 일부는 vadere에서 파생되었다. andar는 ambitare에서 파생된 별개의 동사로 유지되었다.
이탈리아어는 대신 vadere와 ambitare를 동사 andare로 합쳤다. 극단적으로 프랑스어는 세 가지 라틴어 동사를 합쳤는데, 예를 들어 현재 시제는 vadere와 또 다른 동사 ambulare (또는 이와 유사한 것)에서 파생되었고, 미래 시제는 ire에서 파생되었다.
마찬가지로 로망스어의 "to be"를 나타내는 동사인 essere와 stare의 구별은 프랑스어에서 이들이 동사 être로 합쳐지면서 사라졌다. 이탈리아어에서 동사 essere는 "본질적으로 존재하는 것"과 "일시적으로 어떤 상태인 것"이라는 로망스어의 두 가지 의미를 모두 상속받았고, stare는 위치나 거주, 건강 상태를 나타내는 동사로 특화되었다.

#### 연결사
고전 라틴어의 계합사 (즉, "이다"를 의미하는 동사)는 esse였다. 이것은 속라틴어에서 일반적인 동사 원형 접미사 -re를 고전 동사 원형에 붙여 *essere로 진화했다. 이는 프로토-갈로-로망스어 *essre와 고대 프랑스어 estre를 거쳐 이탈리아어 essere와 프랑스어 être를 낳았으며, 스페인어와 포르투갈어 ser (루마니아어 a fi는 "되다"를 의미하는 fieri에서 유래한다).
속라틴어에서는 두 번째 연결사인 stare 동사를 사용하여 더욱 일시적인 의미를 나타내도록 발전했는데, 원래 이 동사는 "서다"를 의미했다 (그리고 그 동족어이기도 하다). 즉, *essere는 본질을 의미했고, stare는 상태를 의미했다. Stare는 스페인어와 포르투갈어 estar와 고대 프랑스어 ester (둘 다 *estare를 거쳐), 루마니아어 "a sta" ("서다")로 진화했으며, 이는 명사("stare"="상태"/"starea"="그 상태")의 원래 형태를 사용하고, 이탈리아어는 원래 형태를 유지했다.
이러한 진화의 근간이 되는 의미 변화는 대략 다음과 같다. 고전 라틴어 화자는 vir est in foro라고 말했을 수 있는데, 이는 "남자가 시장에 있다"는 뜻이다. 속라틴어에서는 같은 문장이 *(h)omo stat in foro, "남자가 시장에 서 있다"가 될 수 있었는데, 이는 est (esse에서 유래)를 stat (stare에서 유래)로 대체한 것이다. 왜냐하면 "서 있는 것"이 남자가 실제로 하고 있는 것으로 인식되었기 때문이다.
이 경우 stare의 사용은 "서다"를 의미한다고 가정하면 여전히 의미적으로 명확했지만, 곧 esse에서 stare로의 전환이 더욱 광범위해졌다. 이베리아반도에서는 esse가 변하지 않는 자연적인 특성만을 나타내는 데 그쳤고, stare는 일시적인 특성과 위치에 적용되었다. 이탈리아어에서는 stare가 주로 위치, 일시적인 건강 상태 (sta male '그/그녀는 아프다' 그러나 è gracile '그/그녀는 연약하다'), 그리고 스페인어에서와 마찬가지로 동사의 진행형에서 내포된 매우 일시적인 특성을 나타내는 데 사용된다. 예를 들어, sto scrivendo는 '나는 쓰고 있다'를 표현한다.
해당 로망스어군에서 stare + 탈격 분사 진행 시제의 역사적 발전은 sto pensando ('나는 생각하며 (여기) 서 있다/머문다')와 같은 용법에서, stare 형태가 '서다, 머물다'라는 완전한 의미적 부하를 지니던 것이 문법화되어 진행 문법상의 표현으로 변천한 것으로 보인다 (초기 현대 영어의 "I am a-thinking" 구문과 유사한 개념). 시간이 지남에 따라 발생한 재분석 과정은 stare의 의미를 희석시켜, 분사와 함께 사용될 때 이 형태가 순전히 주어와 시제의 문법적 표지(예: sto = 주어 1인칭 단수, 현재; stavo = 주어 1인칭 단수, 과거)가 되었고, 더 이상 '서다'라는 의미를 가진 어휘 동사가 아니게 되었다 (한때 '가지다, 소유하다'를 의미했지만 이제는 의미적으로 비어 있는 복합 시제의 조동사와 유사함: j'ai écrit, ho scritto, he escrito 등). 한때 의미적으로 이상했을 sto scappando (?'나는 도망치는 중이다'?)는 문법화가 이루어지자, 본질적인 이동 동사와의 연어가 더 이상 모순되지 않게 되었고, sto scappando는 '나는 도망치는 중이다'를 표현하는 일반적인 방법이 될 수 있었고 실제로 그렇게 되었다. (스페인어 문장 la catedral está en la ciudad "성당은 도시에 있다"와 같이, 이것도 변하지 않을 가능성이 높다고 반론할 수도 있지만, 모든 위치는 스페인어에서 estar를 통해 표현되는데, 이 용법은 원래 "성당이 도시에 서 있다"는 의미를 전달했기 때문이다).

### 어순 유형론
고전 라틴어는 대부분의 경우 일반 산문에서 SOV 어순을 채택했지만, 시, 음운 조화, 강조, 또는 강조를 위해 다른 어순도 사용되었는데, 이는 단어의 문법적 기능을 굴절적으로 표시함으로써 가능했다. 그러나 대부분의 현대 로망스어군에서는 일반적으로 표준 SVO 어순을 채택했다. SOV 어순의 잔재는 여전히 접어 목적 대명사의 위치에서 살아남아 있다 (예: 스페인어 yo te amo '나는 너를 사랑한다').

## 어휘

### 어휘 변화
수세기에 걸쳐 구어 라틴어는 신조어, 갈리아어, 게르만조어, 고대 그리스어와 같은 인접 언어로부터의 외래어, 또는 의미 변화를 겪은 다른 라틴어 단어들을 선호하여 특정 단어들을 상실했다. "사라진" 단어들은 그러나 종종 문어 라틴어에서는 여전히 통용되었다.
흔히 인용되는 예는 '나르다'를 의미하는 매우 불규칙한 (보충형) 동사 ferre가 완전히 규칙적인 portare로 대체된 것이다. 마찬가지로 '말하다'를 의미하는 동사 loqui는 고유어 fabulari와 narrare 또는 그리스어 차용어 parabolare와 같은 다양한 대안으로 대체되었다.
고전 라틴어 불변화사들은 부진하여, 로망스어군으로 발전하는 과정에서 다음과 같은 모든 단어가 사라졌다. an, at, autem, donec, enim, etiam, haud, igitur, ita, nam, postquam, quidem, quin, quoad, quoque, sed, sive, utrum, vel.

### 의미 변화
많은 단어가 의미의 변화를 경험했다. 몇 가지 주목할 만한 사례는 다음과 같다. civitas ('시민권' → '도시', urbs를 대체); focus ('난로' → '불', ignis를 대체); manducare ('씹다' → '먹다', edere를 대체); causa ('주제' → '사물', res와 경쟁); mittere ('보내다' → '놓다', ponere와 경쟁); necare ('살인하다' → '익사시키다', submergere와 경쟁); pacare ('진정시키다' → '지불하다', solvere와 경쟁); 그리고 totus ('전체' → '모든', omnis와 경쟁).

## 같이 보기
- 로망스어군
- 스트라스부르 서약
- 갈리아로망스어
- 갈리아이탈리아어
- 시칠리아어
- 고대 프랑스어
- 고전 라틴어
- 교회 라틴어